# Puente del Ferrocarril (Zaragoza)
El puente del Ferrocarril o más popularmente puente del AVE (así llamado por ser construido durante la reforma ferroviaria que trajo la alta velocidad a las ciudades de Zaragoza y Huesca) es un puente ferroviario sobre el río Ebro en Zaragoza.
Parte del barrio de Las Fuentes, desde donde llegan las vías tras pasar por el túnel de la avenida Goya y la estación de Miraflores, y llega al otro lado del río en Vadorrey, desde donde marchan a Huesca bordeando la ciudad, de forma paralela al Puente Manuel Giménez Abad de la Z-30. Mide 305 metros.

## Historia
La situación de Zaragoza como cruce de los caminos entre Madrid y Barcelona y entre el País Vasco y el Levante unido al hecho de estar cruzada por tres ríos (Ebro, Gállego y Huerva) y el canal Imperial de Aragón ha motivado diversos puentes ferroviarios en su historia.
En 1870 se construyó el estratégico Puente de la Almozara, que permitió unir las hasta entonces vías inconexas Madrid-Zaragoza, Alsasua-Zaragoza y Zaragoza-Barcelona (por Lérida). También dio pie a las comunicaciones ferroviarias entre Zaragoza y Huesca.
El puente fue sin embargo paulatinamente abandonado en favor de una nueva ruta aguas abajo, por Miraflores, donde se construyó el puente del ferrocarril. Las obras, adjudicadas a Dragados duraron de abril de 1966 a julio de 1968. Con la llegada de la alta velocidad ferroviaria a la ciudad en 2003 se edificó un nuevo puente justo al lado de este, que fue demolido cuatro años después. La demolición fue criticada por asociaciones de vecinos, que preferían su peatonalización, pero sus menores requisitos técnicos le hacían problemático en las riadas, lo que decidió su eliminación. Tanto la construcción del nuevo como la demolición fueron sufragadas por Zaragoza Alta Velocidad, empresa pública con la que Ayuntamiento, DGA y Fomento llevaron a cabo la renovación ferroviaria. El nuevo puente permite el paso de AVEs hacia Huesca, así como de trenes convencionales hacia la misma ciudad. Esta en estudio su uso para un corredor de Cercanías por Las Fuentes, Vadorrey y La Jota.
- Datos: Q6091592